# Vitkronad vipa
Vitkronad vipa (Vanellus albiceps) är en afrikansk fågel i familjen pipare inom ordningen vadarfåglar. IUCN kategoriserar den som livskraftig.

## Utseende och läte
Vitkronad vipa är en omisskännlig vipa med svartvitt på stjärt och vingar, brun rygg och vit undersida. Huvudet är grått med vit hjässa och hals. I ansiktet syns gul ögonring och gula hudflikar. Även benen är gula. Könen är lika. Lätet beskrivs i engelsk litteratur som ett enstavigt, ringande "pew" eller "peeuw".

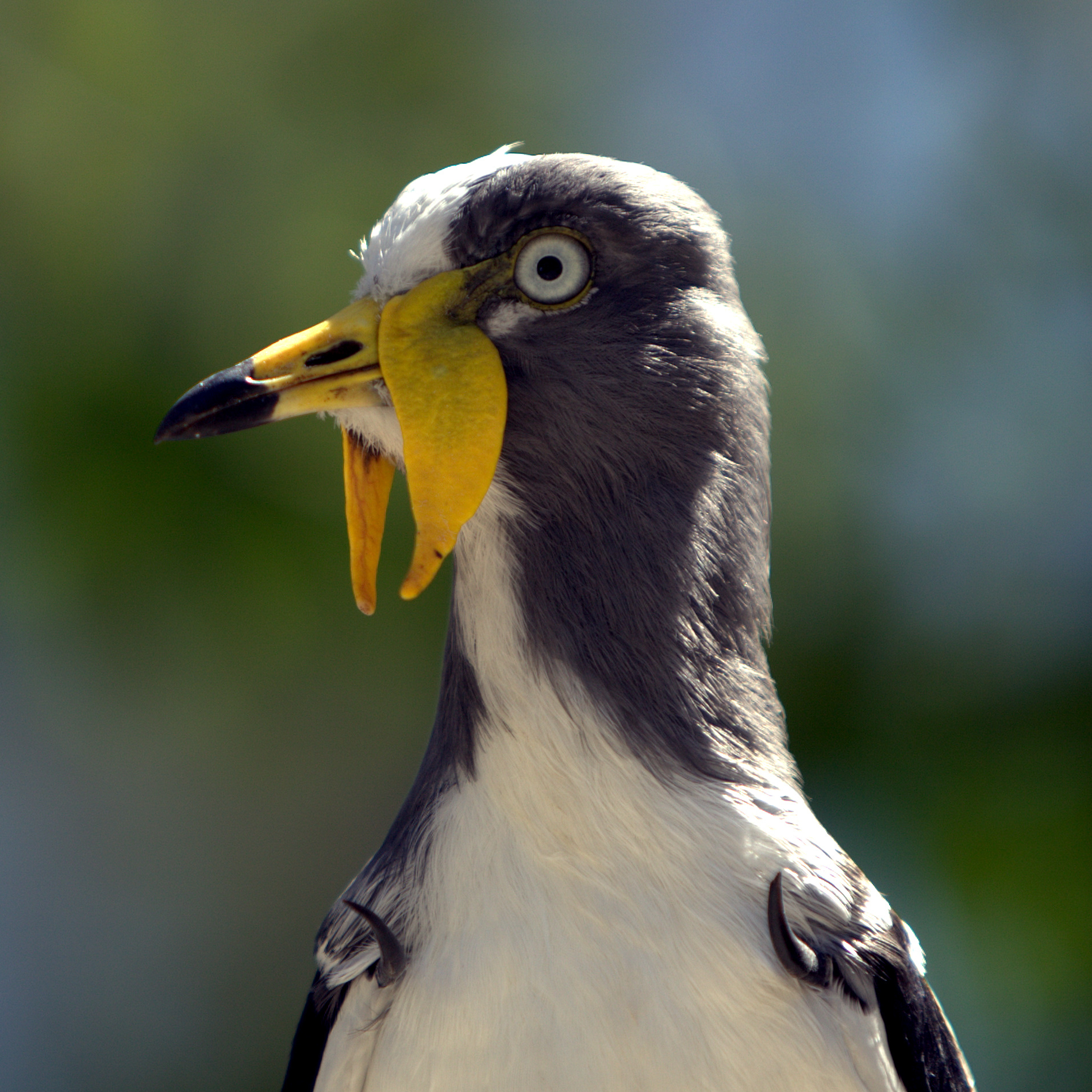

## Utbredning och systematik
Fågeln förekommer i Afrika söder om Sahara,  i ett sammanhängande område från Senegal och Gambia österut till Sydsudan och söderut genom västra och centrala Demokratiska republiken Kongo till nordvästra Angola. Isolerade populationer finns även i västra Uganda, sydöstra Tanzania, utmed Zambezifloden och i södra Moçambique. Den behandlas som monotypisk, det vill säga att den inte delas in i några underarter. 

## Levnadssätt
Vitkronad vipa häckar på flodstränder, på sand eller grus. Den lägger två till tre ägg i en uppskrapad grop. Fågeln försvarar bo och ungar aggressivt mot angripare, till och med flodhästar. Den lever huvudsakligen av insekter och andra ryggradslösa djur som den söker efter i små flockar utanför häckningstiden.

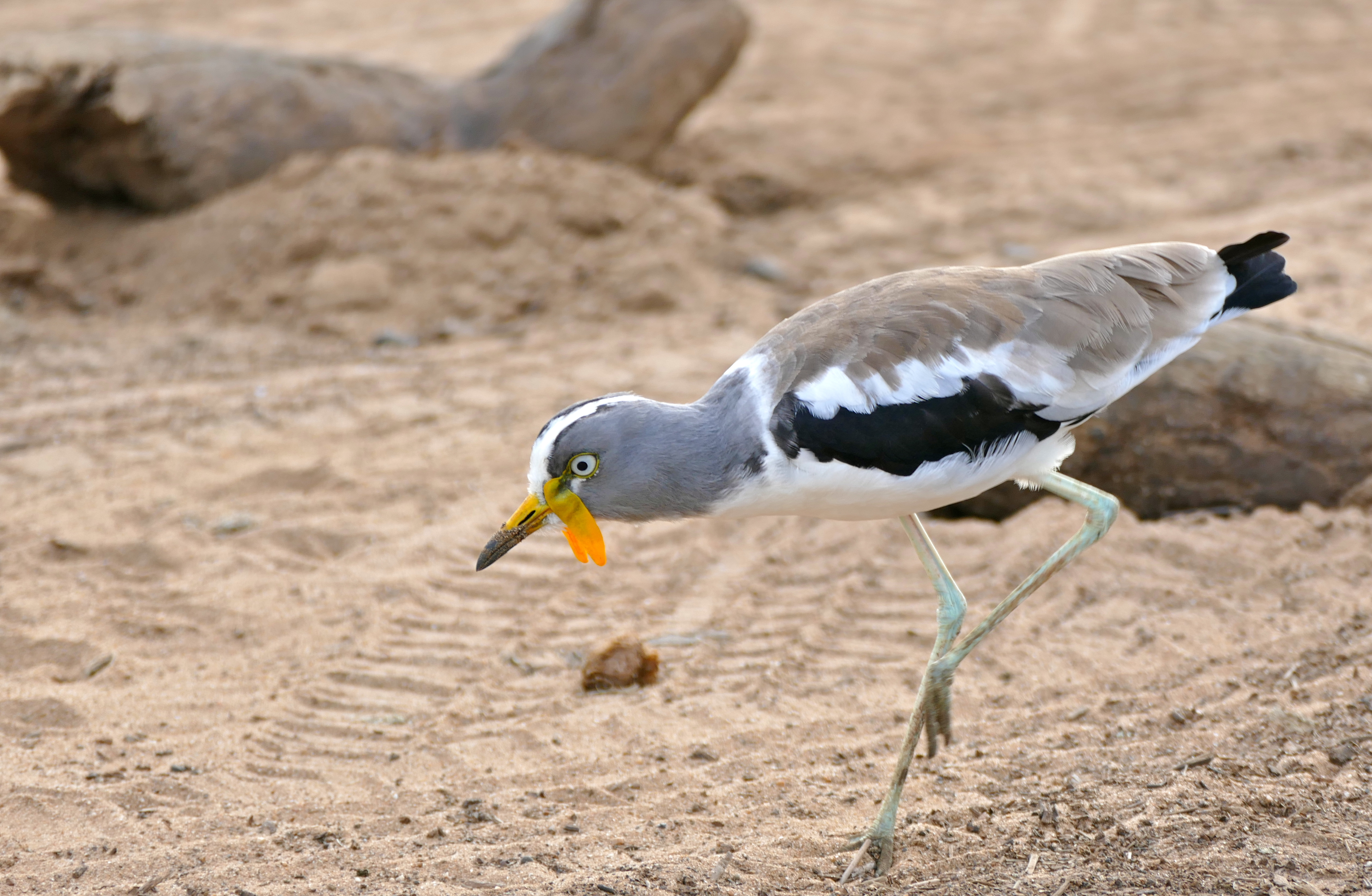
Vitkronad vipa i Kruger nationalpark i östra Sydafrika.

## Status och hot
Arten har ett stort utbredningsområde, men tros minska i antal, dock inte tillräckligt kraftigt för att den ska betraktas som hotad. Internationella naturvårdsunionen IUCN listar arten som livskraftig (LC). I Sydafrika är den dock hotad av habitatförstörelse på grund av sänkta vattennivåer i floder, i sin tur orsakat av skogsavverkning, invasiva växtarter och ökad vattenanvändning. Världspopulationen uppskattas till mellan 56 000 och 128 000 individer.

## Namn
Fågelns vetenskapliga artnamn albiceps betyder just "vithuvad" på latin.